# Iwanawiczy
Iwanawiczy (biał. Іванавічы; ros. Ивановичи) – wieś na Białorusi, w obwodzie mohylewskim, w rejonie mohylewskim, w sielsowiecie Suchary.
Wieś Iwanowicze ekonomii mohylewskiej w drugiej połowie XVII wieku. 